# SMS Cap Trafalgar

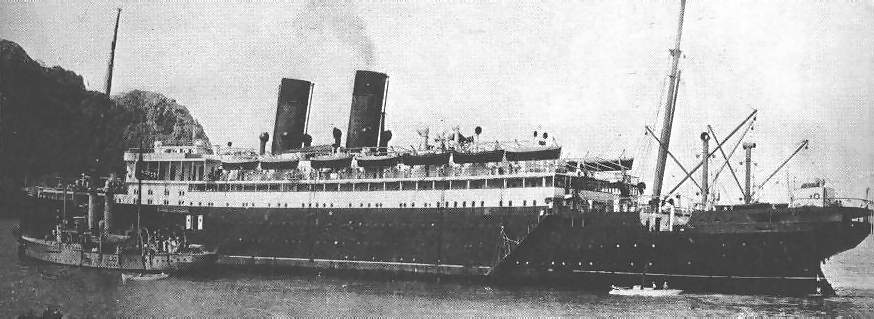
"Cap Trafalgar" bez trzeciego komina wraz z SMS "Eber" na Trindade, przed starciem z "Carmanią"

SMS Cap Trafalgar – niemiecki krążownik pomocniczy z okresu I wojny światowej.  Wodowany w 1913 jako liniowiec dla Hamburg Süd, po wybuchu wojny wcielony do Kaiserliche Marine jako rajder.  Zatopiony 14 września 1914 przez brytyjski krążownik pomocniczy RMS "Carmania" w czasie bitwy pod Trindade.

## Historia
Zbudowany w hamburskiej stoczni należącej do AG Vulcan Stettin "Cap Trafalgar" był jednym z najbardziej luksusowych statków pasażerskich swojej epoki. Wśród licznych atrakcji zwracał uwagę znajdujący się na najwyższym pokładzie przeszklony "Ogród Zimowy" – pokrywająca znaczną część pokładu szklarnia wykładana żółtym marmurem z dużą kolekcją tropikalnych roślin i ptaków. Został nazwany na cześć bitwy pod Trafalgarem, z nadzieją na przyciągnięcie turystów brytyjskich. Wszystkie luksusowe kabiny nosiły nazwy francuskich i brytyjskich okrętów, które brały udział w tej bitwie, a kapitanem statku był Kommandant Fritz Langerhannsz, który przetłumaczył na język niemiecki dwutomową biografię Nelsona Southey on Nelson: The Life of Nelson autorstwa Roberta Southeya. W ramach przygotowania do ewentualnych działań wojennych na pokładzie zamontowano cztery wzmocnienia dla zamocowania najnowszych armat 150 mm. "Cap Trafalgar" pływał między Hamburgiem a portami Ameryki Południowej, głównie przewożąc emigrantów niemieckich.
W momencie wybuchu wojny statek stał w Buenos Aires. Władze argentyńskie przeprowadziły kilka inspekcji statku, szukając uzbrojenia – jednak jedyną bronią na pokładzie była dubeltówka należąca do kapitana. W nocy 19 lipca "Cap Trafalgar" opuścił Buenos Aires i udał się do Montevideo, gdzie Langerhannsz skierował się do niemieckiego konsulatu, mając nadzieję na uzupełnienie bunkra i otrzymanie uzbrojenia. Konsul przekazał Langerhannszowi wytyczne z Berlina nakazujące mu udać się na Trindade, gdzie miała oczekiwać na niego kanonierka "Eber". Langerhannsz zdawał sobie sprawę, że wody wokół Ameryki Południowej były patrolowane przez krążowniki Royal Navy i postanowił zmienić wygląd swojego statku, aby zwiększyć szanse na prześlizgnięcie się przez blokadę. Jedynym brytyjskim statkiem zbliżonym rozmiarami do "Cap Trafalgar" i w miarę go przypominającym był liniowiec Cunard Line – RMS "Carmania". Z "Cap Trafalgar" zdemontowano jeden komin, służący jedynie do przykrycia klimatyzatorów i wymienników ciepła, i zamalowano szyby szklarni. Zbudowano też fałszywy mostek, korzystając do tego celu z dekoracji należących do zespołu operetkowego, który zaokrętował się w Montevideo. Tak zmieniony statek udający "Carmanię" dotarł na Trindade 27 sierpnia, gdzie już oczekiwała go kanonierka "Eber".
Dowodzący "Eberem" Korvettenkapitän Julius Wirth przejął dowodzenie "Cap Trafalgaru" od kapitana Langerhannsza i rozkazał przekazanie uzbrojenia kanonierki na pokład rajdera. Z "Ebera" przeniesiono sześć działek 37 mm i dwie armaty 105 mm, które jednak nie pasowały do pierścieni na "Cap Trafalgarze". Działa zostały więc zamontowane na prowizorycznych podstawach.
Wirth nie planował podejmować żadnych działań rajderskich z tak słabo uzbrojonym okrętem, planował jedynie przedarcie się do Niemiec. Kiedy przygotowywał się do rejsu, 14 września do brzegów "Trindade" zbliżył się patrolujący te wody brytyjski krążownik pomocniczy RMS "Carmania".
Wywiązała się bitwa, podczas której "Cap Trafalgar" poważnie uszkodził "Carmanię", zanim został przez nią zatopiony. W starciu zginęło co najmniej 19 członków załogi statku, w tym kapitan Wirth.